# Reggenza di Solok
La reggenza di Solok (in indonesiano: Kabupaten Solok) è una reggenza dell'Indonesia, situata nella provincia di Sumatra Occidentale.